# Eiserner Rhein
| Streckenverlauf |                                                   |                                                             |                                                             |
| Streckennummer (DB): | 2524                                              |                                                             |                                                             |
| Kursbuchstrecke (DB): | 485, 487                                          |                                                             |                                                             |
| Kursbuchstrecke: | 245m (Rheydt – Dalheim 1946)                      |                                                             |                                                             |
| Streckenlänge: | 123,2 km                                          |                                                             |                                                             |
| Spurweite: | 1435 mm (Normalspur)                              |                                                             |                                                             |
| Streckenklasse: | D4                                                |                                                             |                                                             |
| Stromsystem: | Roermond–Weert: 1,5 kV = Hamont–Antwerpen: 3 kV = |                                                             |                                                             |
| Stromsystem: | Rheydt Hbf–Rheydt Gbf: 15 kV 16,7 Hz ~            |                                                             |                                                             |
| Streckengeschwindigkeit: | 100 km/h                                          |                                                             |                                                             |
| Zugbeeinflussung: | PZB                                               |                                                             |                                                             |
| |                                                   |                                                             |                                                             |
| \| \| \| von Mönchengladbach \| \| \| \| 0,0 \| Rheydt Hbf \| Rheydt Hbf \| \| \| \| nach Köln \| \| \| \| \| Güterumgehungsbahn von Viersen-Helenabrunn \| \| \| \| \| ehem. Trassierung bis 1902 \| \| \| \| 1,4 \| Rheydt Gbf \| Rheydt Gbf \| \| \| 2,2 \| nach Aachen \| nach Aachen \| \| \| 3,5 \| Wickrath Awanst \| Wickrath Awanst \| \| \| \| \| \| \| \| 5,2 \| Mönchengladbach-Günhoven \| Mönchengladbach-Günhoven \| \| \| 7,4 \| Mönchengladbach-Rheindahlen \| Mönchengladbach-Rheindahlen \| \| \| 9,5 \| Mönchengladbach-Genhausen \| Mönchengladbach-Genhausen \| \| \| 12,8 \| Wegberg \| Wegberg \| \| \| 16,1 \| Wegberg-Klinkum (Awanst) \| Wegberg-Klinkum (Awanst) \| \| \| \| \| \| \| \| \| Anschlussbahn nach Wegberg-Wildenrath, ehem. RAF Wildenrath \| \| \| \| \| \| \| \| \| \| \| \| \| \| \| ehem. Anschluss RAF Brüggen bei Elmpt \| \| \| \| \| \| \| \| \| 18,1 \| Arsbeck \| Arsbeck \| \| \| 20,1 \| Dalheim \| Dalheim \| \| \| \| ehem. nach Jülich \| \| \| \| 20,051 \| (ab hier seit 2018 stillgelegt)[1] \| (ab hier seit 2018 stillgelegt)[1] \| \| \| 21,260 \| \| \| \| \| 21,265102,2 \| Staatsgrenze DE/NL \| Staatsgrenze DE/NL \| \| \| 101,6 \| Vlodrop \| Vlodrop \| \| \| 94,6 \| Herkenbosch \| Herkenbosch \| \| \| \| A 73 \| \| \| \| \| (bis hier betrieblich gesperrt) \| \| \| \| \| von Maastricht \| \| \| \| 88,6 \| Roermond \| Roermond \| \| \| \| nach Venlo \| \| \| \| \| Maas \| \| \| \| \| Buggenum \| \| \| \| 81,3 \| Haelen \| Haelen \| \| \| 77,0 \| Baexem-Heythuysen \| Baexem-Heythuysen \| \| \| 73,0 \| Kelpen \| Kelpen \| \| \| \| Wessem-Nederweert-Kanal \| \| \| \| \| A 2 \| \| \| \| 64,0 \| Weert \| Weert \| \| \| \| Zuid-Willemsvaart \| \| \| \| \| nach Eindhoven \| \| \| \| 55,0 \| Budel \| Budel \| \| \| 54,031,7 \| Staatsgrenze NL/BE \| Staatsgrenze NL/BE \| \| \| 30,9 \| Hamont \| Hamont \| \| \| 27,4 \| Sint-Huibrechts-Lille \| Sint-Huibrechts-Lille \| \| \| \| ehem. von Eindhoven \| \| \| \| \| Kanaal Bocholt-Herentals \| \| \| \| 22,8 \| Neerpelt \| Neerpelt \| \| \| \| ehem. nach Winterslag \| \| \| \| 21,5 \| Overpelt \| Overpelt \| \| \| 18,6 \| Overpelt-Werkplaatsen \| Overpelt-Werkplaatsen \| \| \| 13,8 \| Lommel \| Lommel \| \| \| 10,7 \| Lommel-Werkplaatsen \| Lommel-Werkplaatsen \| \| \| 8,7 \| Balen-Werkplaatsen \| Balen-Werkplaatsen \| \| \| \| Kanal nach Beverlo \| \| \| \| 4,7 \| Balen-Wezel \| Balen-Wezel \| \| \| \| Kanal Dessel-Kwaadmechelen \| \| \| \| 2,9 \| Gompel \| Gompel \| \| \| \| von Hasselt (L 15) \| \| \| \| 52,0 \| Mol \| Mol \| \| \| 49,2 \| Millegem \| Millegem \| \| \| 42,8 \| Geel \| Geel \| \| \| 39,8 \| Larum \| Larum \| \| \| 36,7 \| Olen \| Olen \| \| \| \| Kanal Bocholt-Herentals \| \| \| \| \| nach Turnhout \| \| \| \| 30,7 \| Herentals \| Herentals \| \| \| 29,1 \| Herentals-Kanaal \| Herentals-Kanaal \| \| \| \| Albert-Kanal \| \| \| \| \| ehem. nach Aarschot \| \| \| \| 26,8 \| Wolfstee \| Wolfstee \| \| \| \| A 13 \| \| \| \| 24,6 \| Bouwel \| Bouwel \| \| \| 19,0 \| Nijlen \| Nijlen \| \| \| 15,5 \| Kessel \| Kessel \| \| \| 13,8 \| Lisp \| Lisp \| \| \| \| von Aarschot (L 16) (Montzenroute) \| \| \| \| \| Netekanal \| \| \| \| \| Kleine Nete \| \| \| \| 12,0 \| Lier \| Lier \| \| \| \| nach Mechelen/Brüssel \| \| \| \| 8,1 \| Boshoek \| Boshoek \| \| \| 6,6 \| Vos \| Vos \| \| \| 5,6 \| Boechout \| Boechout \| \| \| 4,5 \| Liersebaan \| Liersebaan \| \| \| 3,0 \| Krijgsbaan \| Krijgsbaan \| \| \| 2,3 \| Mortsel \| Mortsel \| \| \| \| von Brüssel (L 27) \| \| \| \| 0,0 \| Antwerpen-Berchem \| Antwerpen-Berchem \| \| \| \| nach Antwerpen \| \| \| \| \| \| \| \| Quellen: [2][3] \| \| \| \| |                                                   |                                                             |                                                             |
| Strecke |                                                   | von Mönchengladbach                                         | von Mönchengladbach                                         |
| Bahnhof | 0,0                                               | Rheydt Hbf                                                  | Rheydt Hbf                                                  |
| Abzweig geradeaus, nach links und ehemals von links |                                                   | nach Köln                                                   | nach Köln                                                   |
| Abzweig geradeaus und von rechts |                                                   | Güterumgehungsbahn von Viersen-Helenabrunn                  | Güterumgehungsbahn von Viersen-Helenabrunn                  |
| Verschwenkung von links (Strecke außer Betrieb) · Verschwenkung von rechts |                                                   | ehem. Trassierung bis 1902                                  | ehem. Trassierung bis 1902                                  |
| Strecke (außer Betrieb) · Dienststation / Betriebs- oder Güterbahnhof | 1,4                                               | Rheydt Gbf                                                  | Rheydt Gbf                                                  |
| Strecke (außer Betrieb) · Abzweig geradeaus und nach links | 2,2                                               | nach Aachen                                                 | nach Aachen                                                 |
| Strecke (außer Betrieb) · Blockstelle | 3,5                                               | Wickrath Awanst                                             | Wickrath Awanst                                             |
| Verschwenkung nach links (Strecke außer Betrieb) · Verschwenkung nach rechts |                                                   |                                                             |                                                             |
| ehemaliger Haltepunkt / Haltestelle | 5,2                                               | Mönchengladbach-Günhoven                                    | Mönchengladbach-Günhoven                                    |
| Bahnhof | 7,4                                               | Mönchengladbach-Rheindahlen                                 | Mönchengladbach-Rheindahlen                                 |
| Haltepunkt / Haltestelle | 9,5                                               | Mönchengladbach-Genhausen                                   | Mönchengladbach-Genhausen                                   |
| Bahnhof | 12,8                                              | Wegberg                                                     | Wegberg                                                     |
| Blockstelle | 16,1                                              | Wegberg-Klinkum (Awanst)                                    | Wegberg-Klinkum (Awanst)                                    |
| |                                                   |                                                             |                                                             |
| Abzweig geradeaus und nach links |                                                   | Anschlussbahn nach Wegberg-Wildenrath, ehem. RAF Wildenrath | Anschlussbahn nach Wegberg-Wildenrath, ehem. RAF Wildenrath |
| |                                                   |                                                             |                                                             |
| |                                                   |                                                             |                                                             |
| Abzweig geradeaus und ehemals nach rechts |                                                   | ehem. Anschluss RAF Brüggen bei Elmpt                       | ehem. Anschluss RAF Brüggen bei Elmpt                       |
| |                                                   |                                                             |                                                             |
| Haltepunkt / Haltestelle | 18,1                                              | Arsbeck                                                     | Arsbeck                                                     |
| Bahnhof | 20,1                                              | Dalheim                                                     | Dalheim                                                     |
| Abzweig geradeaus und ehemals nach links |                                                   | ehem. nach Jülich                                           | ehem. nach Jülich                                           |
| | 20,051                                            | (ab hier seit 2018 stillgelegt)                             | (ab hier seit 2018 stillgelegt)                             |
| | 21,260                                            |                                                             |                                                             |
| Grenze | 21,265102,2                                       | Staatsgrenze DE/NL                                          | Staatsgrenze DE/NL                                          |
| ehemaliger Bahnhof | 101,6                                             | Vlodrop                                                     | Vlodrop                                                     |
| ehemaliger Haltepunkt / Haltestelle | 94,6                                              | Herkenbosch                                                 | Herkenbosch                                                 |
| Brücke |                                                   | A 73                                                        | A 73                                                        |
| Grenze |                                                   | (bis hier betrieblich gesperrt)                             | (bis hier betrieblich gesperrt)                             |
| Abzweig geradeaus und von links |                                                   | von Maastricht                                              | von Maastricht                                              |
| Bahnhof | 88,6                                              | Roermond                                                    | Roermond                                                    |
| Abzweig geradeaus und nach rechts |                                                   | nach Venlo                                                  | nach Venlo                                                  |
| Brücke über Wasserlauf |                                                   | Maas                                                        | Maas                                                        |
| ehemaliger Haltepunkt / Haltestelle |                                                   | Buggenum                                                    | Buggenum                                                    |
| Dienststation / Betriebs- oder Güterbahnhof | 81,3                                              | Haelen                                                      | Haelen                                                      |
| ehemaliger Haltepunkt / Haltestelle | 77,0                                              | Baexem-Heythuysen                                           | Baexem-Heythuysen                                           |
| ehemaliger Bahnhof | 73,0                                              | Kelpen                                                      | Kelpen                                                      |
| Brücke über Wasserlauf |                                                   | Wessem-Nederweert-Kanal                                     | Wessem-Nederweert-Kanal                                     |
| Brücke |                                                   | A 2                                                         | A 2                                                         |
| Bahnhof | 64,0                                              | Weert                                                       | Weert                                                       |
| Brücke über Wasserlauf |                                                   | Zuid-Willemsvaart                                           | Zuid-Willemsvaart                                           |
| Abzweig geradeaus und nach rechts |                                                   | nach Eindhoven                                              | nach Eindhoven                                              |
| ehemaliger Bahnhof | 55,0                                              | Budel                                                       | Budel                                                       |
| Grenze | 54,031,7                                          | Staatsgrenze NL/BE                                          | Staatsgrenze NL/BE                                          |
| Bahnhof | 30,9                                              | Hamont                                                      | Hamont                                                      |
| ehemaliger Bahnhof | 27,4                                              | Sint-Huibrechts-Lille                                       | Sint-Huibrechts-Lille                                       |
| Abzweig geradeaus und ehemals von rechts |                                                   | ehem. von Eindhoven                                         | ehem. von Eindhoven                                         |
| Brücke über Wasserlauf |                                                   | Kanaal Bocholt-Herentals                                    | Kanaal Bocholt-Herentals                                    |
| Bahnhof | 22,8                                              | Neerpelt                                                    | Neerpelt                                                    |
| Abzweig geradeaus und ehemals nach links |                                                   | ehem. nach Winterslag                                       | ehem. nach Winterslag                                       |
| Bahnhof | 21,5                                              | Overpelt                                                    | Overpelt                                                    |
| ehemaliger Dienststation / Betriebs- oder Güterbahnhof | 18,6                                              | Overpelt-Werkplaatsen                                       | Overpelt-Werkplaatsen                                       |
| Bahnhof | 13,8                                              | Lommel                                                      | Lommel                                                      |
| Dienststation / Betriebs- oder Güterbahnhof | 10,7                                              | Lommel-Werkplaatsen                                         | Lommel-Werkplaatsen                                         |
| ehemaliger Dienststation / Betriebs- oder Güterbahnhof | 8,7                                               | Balen-Werkplaatsen                                          | Balen-Werkplaatsen                                          |
| Brücke über Wasserlauf |                                                   | Kanal nach Beverlo                                          | Kanal nach Beverlo                                          |
| ehemaliger Haltepunkt / Haltestelle | 4,7                                               | Balen-Wezel                                                 | Balen-Wezel                                                 |
| Brücke über Wasserlauf |                                                   | Kanal Dessel-Kwaadmechelen                                  | Kanal Dessel-Kwaadmechelen                                  |
| ehemaliger Haltepunkt / Haltestelle | 2,9                                               | Gompel                                                      | Gompel                                                      |
| Abzweig geradeaus und von links |                                                   | von Hasselt (L 15)                                          | von Hasselt (L 15)                                          |
| Bahnhof | 52,0                                              | Mol                                                         | Mol                                                         |
| ehemaliger Haltepunkt / Haltestelle | 49,2                                              | Millegem                                                    | Millegem                                                    |
| Bahnhof | 42,8                                              | Geel                                                        | Geel                                                        |
| ehemaliger Haltepunkt / Haltestelle | 39,8                                              | Larum                                                       | Larum                                                       |
| Bahnhof | 36,7                                              | Olen                                                        | Olen                                                        |
| Brücke über Wasserlauf |                                                   | Kanal Bocholt-Herentals                                     | Kanal Bocholt-Herentals                                     |
| Abzweig geradeaus und von rechts |                                                   | nach Turnhout                                               | nach Turnhout                                               |
| Bahnhof | 30,7                                              | Herentals                                                   | Herentals                                                   |
| Bahnhof | 29,1                                              | Herentals-Kanaal                                            | Herentals-Kanaal                                            |
| Brücke über Wasserlauf |                                                   | Albert-Kanal                                                | Albert-Kanal                                                |
| Abzweig geradeaus und ehemals nach links |                                                   | ehem. nach Aarschot                                         | ehem. nach Aarschot                                         |
| Bahnhof | 26,8                                              | Wolfstee                                                    | Wolfstee                                                    |
| Strecke mit Straßenbrücke |                                                   | A 13                                                        | A 13                                                        |
| Bahnhof | 24,6                                              | Bouwel                                                      | Bouwel                                                      |
| Bahnhof | 19,0                                              | Nijlen                                                      | Nijlen                                                      |
| Bahnhof | 15,5                                              | Kessel                                                      | Kessel                                                      |
| ehemaliger Haltepunkt / Haltestelle | 13,8                                              | Lisp                                                        | Lisp                                                        |
| Abzweig geradeaus und von links |                                                   | von Aarschot (L 16) (Montzenroute)                          | von Aarschot (L 16) (Montzenroute)                          |
| Brücke über Wasserlauf |                                                   | Netekanal                                                   | Netekanal                                                   |
| Brücke über Wasserlauf |                                                   | Kleine Nete                                                 | Kleine Nete                                                 |
| Bahnhof | 12,0                                              | Lier                                                        | Lier                                                        |
| Abzweig geradeaus und nach links |                                                   | nach Mechelen/Brüssel                                       | nach Mechelen/Brüssel                                       |
| ehemaliger Haltepunkt / Haltestelle | 8,1                                               | Boshoek                                                     | Boshoek                                                     |
| ehemaliger Haltepunkt / Haltestelle | 6,6                                               | Vos                                                         | Vos                                                         |
| Bahnhof | 5,6                                               | Boechout                                                    | Boechout                                                    |
| ehemaliger Haltepunkt / Haltestelle | 4,5                                               | Liersebaan                                                  | Liersebaan                                                  |
| ehemaliger Haltepunkt / Haltestelle | 3,0                                               | Krijgsbaan                                                  | Krijgsbaan                                                  |
| Bahnhof | 2,3                                               | Mortsel                                                     | Mortsel                                                     |
| Abzweig geradeaus und von links |                                                   | von Brüssel (L 27)                                          | von Brüssel (L 27)                                          |
| Bahnhof | 0,0                                               | Antwerpen-Berchem                                           | Antwerpen-Berchem                                           |
| Strecke |                                                   | nach Antwerpen                                              | nach Antwerpen                                              |
| |                                                   |                                                             |                                                             |
| Quellen: |                                                   |                                                             |                                                             |

Als Eiserner Rhein wird eine über Mönchengladbach und Roermond führende Eisenbahnstrecke vom Duisburger Hafen zum Hafen von Antwerpen bezeichnet. Sie war bis zur Einstellung des grenzüberschreitenden Güterverkehrs auf dem Teilstück zwischen Dalheim und Roermond im Jahr 1992 die kürzeste Bahnverbindung vom Ruhrgebiet zu den belgischen Seehäfen und ist etwa 50 Kilometer kürzer als die Verbindung über die Montzenroute über Aachen West und Tongern. Oft wird mit der Bezeichnung Eiserner Rhein nur die Eisenbahnstrecke von Rheydt Hauptbahnhof nach Antwerpen gemeint, da zur Gesamtverbindung Teile der bereits früher gebauten Strecken Aachen–Mönchengladbach und Duisburg-Ruhrort–Mönchengladbach sowie die Güterumgehungsbahn Mönchengladbach gehören.
Ursprünglich wurde der Name Eiserner Rhein für die Stammstrecke Köln–Aachen der Rheinischen Eisenbahn-Gesellschaft zwischen Köln und dem Grenzbahnhof Herbesthal als Teil der Verbindung nach Antwerpen-Berchem von Köln über Düren, Eschweiler, Aachen, Verviers, Lüttich und Löwen verwendet, später bürgerte sich der Ausdruck für die Strecke über Mönchengladbach und Roermond ein.

## Geschichte
Das heutige Belgien, das vom Wiener Kongress dem Vereinigten Königreich der Niederlande zugeschlagen worden war, wurde nach der Julirevolution von 1830 unabhängig, was im Vertrag von London vom 19. April 1839 von den Niederlanden anerkannt wurde. In diesem Vertrag wurde den Belgiern das Recht zugesichert, auf eigene Kosten eine Landverbindung als Kanal oder Straße durch das niederländische Limburg bis zur Grenze Preußens zu schaffen. Dies geschah als Ausgleich für den Verlust von Sittard, das nach der Revolution zunächst zu Belgien gehört hatte.
Erst 1868 wurde dieses Recht wahrgenommen. Preußische Interessen (sowie ab der Reichsgründung 1871 deutsche Interessen) an einer schnellen Bahnverbindung zwischen dem entstehenden Industriegebiet an Rhein und Ruhr unter Umgehung der Niederlande, ausgedrückt v. a. durch Ludolf Camphausen, spielten eine entscheidende Rolle für die Realisierung des Projekts. Es wurde jedoch kein Kanal, sondern eine Eisenbahnstrecke gebaut.

Am 13. November 1874 wurde ein Staatsvertrag zwischen dem Deutschen Reich und dem Vereinigten Königreich der Niederlande mit dem Titel Herstellung einer direkten Eisenbahnverbindung zwischen München-Gladbach und Antwerpen geschlossen. Hierin wurde in Artikel 1 festgelegt:
„Beide Regierungen erklären sich bereit, die Herstellung einer Eisenbahn zu fördern, welche im Anschluss an die von der belgischen Regierung von Antwerpen bis zur Königlich niederländischen Grenze bei Hamont konzessionirte Bahn, von dort über Weert und Roermonde nach München-Gladbach führen soll.

Diese Bahn soll in Roermonde an die Königlich niederländischen Staatsbahnen und in Gladbach an das Bahnnetz der Bergisch-Märkischen Eisenbahngesellschaft dergestalt angeschlossen werden, daß die Lokomotiven, Personen- und Güterwagen beider Länder die verschiedenen Bahnlinien ohne Hindernis durchlaufen können."
Am 6. August 1877 begann die Bergisch-Märkische Eisenbahn mit dem Bau des 20,5 km langen deutschen Streckenabschnitts von Mönchengladbach bis zur preußisch-niederländischen Landesgrenze. Ein Jahr später, im Herbst 1878 konnten diese Bauarbeiten abgeschlossen werden. Aufgrund von Bauverzögerungen auf dem niederländischen Abschnitt bis Roermond musste die für Ende 1878 geplante Inbetriebnahme der Gesamtstrecke verschoben werden. Am 15. Februar 1879 wurde die Gesamtstrecke für den provisorischen Betrieb freigegeben. Am 20. Juli 1879 wurde der reguläre Bahnbetrieb aufgenommen.

Diese Bahnverbindung, die ab der Eröffnung in ihrer ganzen Länge von der belgischen Gesellschaft Grand Central Belge betrieben wurde, stellt die kürzeste Verbindung vom Ruhrgebiet nach Antwerpen dar. Sie wurde überwiegend von Güterzügen genutzt. Im Personenverkehr war sie vor dem Ersten Weltkrieg vor allem für eine große Zahl von Auswanderern in die USA von Bedeutung. Im Jahr 1884 betrug die Fahrzeit für die 160 km lange Verbindung Mönchengladbach – Dalheim – Roermond – Antwerpen 4 Stunden und 15 Minuten. In einer Beilage zur Augsburger Abendzeitung vom 3. Mai 1894 schildert ein Reisender seine Erlebnisse:
„Bei meiner vorletzten Antwerpener Reise über Düsseldorf, M.-Gladbach und Roermond mussten wir Passagiere sowohl in Vlodrop (holländische Grenze) wie in Hamont (belgische Grenze) mit allen Koffern und Gepäckstücken in die Zollhallen uns begeben, wo gründliche Revisionen vorgenommen wurden. Dazu war weder in Vlodrop noch in Hamont ein einziger Gepäckträger zu erblicken.“
Um 1904 existierte ein tägliches Schnellzugpaar zwischen Duisburg und Antwerpen. In Duisburg bestand Anschluss an Schnellzüge von und nach Berlin. Auch soll es Kurswagen gegeben haben, die zwischen Berlin und Antwerpen geführt wurden und dabei den Streckenabschnitt Dalheim – Roermond nutzten.
Im Ersten Weltkrieg wurde der Streckenabschnitt von Roermond nach Hamont von den Niederlanden mit Verweis auf ihre Neutralität geschlossen. Hiermit fand sich die Oberste Heeresleitung des Deutschen Reichs nicht ab. Da die von Deutschland nach Belgien führenden Eisenbahnlinien überlastet waren, wurden alternative Bahnverbindungen dringend benötigt. Im April 1917 gaben die Niederlande dem militärischen und diplomatischen Druck des Deutschen Reichs nach und öffneten den Streckenabschnitt Dalheim – Roermond – Hamont für bis zu 24 Züge je Tag und Richtung, wobei der Transport von Waffen, Munition und Flugzeugen ausgeschlossen wurde. Die Bahnverbindung erlangte dennoch eine militärische Bedeutung durch den Transport kriegsrelevanter Rohstoffe wie Sand oder Kies sowie von Ausrüstung des Deutschen Heers (z. B. Maschinen, Telekommunikationstechnik, Feldeisenbahnen oder Proviant).
Im Zweiten Weltkrieg wurde die Bahnverbindung erneut unterbrochen. Am 24. Dezember 1954 gab die Bundesregierung die Wiederinkraftsetzung des Staatsvertrags Herstellung einer direkten Eisenbahnverbindung zwischen München-Gladbach und Antwerpen vom 13. November 1874 bekannt. Trotz einer Wiederinbetriebnahme verkehrten nach dem Zweiten Weltkrieg keine regulären Personenzüge mehr, jedoch fuhren vereinzelt Personen-Sonderzüge, so in den 1960er Jahren ein Klingender Rheinländer von Roermond nach Altenahr. Die ursprünglich zweigleisige Strecke Rheydt – Roermond wurde von 1958 an abschnittsweise auf ein Gleis zurückgebaut.
Der grenzüberschreitende Güterverkehr Dalheim – Roermond wurde 1992 eingestellt. In den 1980er Jahren verkehrte auf diesem Abschnitt noch ein bis zu 500 Meter langes werktägliches Containerzugpaar Zeebrugge – Antwerpen – Neuss sowie Neuss – Antwerpen – Oostende. Die Güterzugfahrpläne jener Jahre verzeichnen Kohlezüge von Ratheim (Zeche Sophia-Jacoba) über Dalheim nach Roermond, die jedoch nur bei Bedarf verkehren sollten. Wie oft dieser Bedarf tatsächlich bestand, ist nicht mehr zu ermitteln. 1999 wurde ein Ausbau des Streckenabschnitts zwischen Dalheim und Rheydt für Versuchsfahrten bis 240 km/h erwogen.

### Begriffsherkunft
Der Ausdruck Eiserner Rhein wurde von Ludolf Camphausen geprägt, der 1833 in seiner Denkschrift Zur Eisenbahn von Köln nach Antwerpen schrieb:

„Belgien, eingeklemmt zwischen Frankreichs Merkantilsystem, zwischen das so bitter gekränkte Holland, und zwischen Preußens liberaler Handelspolitik, wo wird es den natürlichen Verbündeten finden?“

Ohne Zweifel lautet die Antwort auf diese rhetorische Frage: in Preußen.

„Die Straße [gemeint: Eisenbahn] nach Antwerpen, welcher sowohl Preußen als Belgien die gegenseitige freie Durchfuhr zusichern wird, ist der erste Fühlfaden, den der deutsche Handelsstaat nach der Nordsee ausstreckt.“

Weiter heißt es:

„Diese freie Durchfuhr aber wirkt mit unverkennbarer Gewalt zurück auf alle Verhältnisse der Rheinschifffahrt, und beschließt Hollands Monopol des Zwischenhandels.“

Sowie:

„Deutschland blieb zwei Jahrhunderte hindurch tributär an Holland für die Benutzung des Rheinstromes, und ist es heute. Daß die Zahlung dieses Tributs mit dem ersten auf der freien Bahn von Köln nach Antwerpen rollenden Wagen enden, daß Holland gezwungen sein wird, dem deutschen Handel Alles zu bieten, was ihm der neue, der eiserne Rhein gewährt, das liegt in der Natur der Dinge.“

## Streckenbeschreibung

### Übersicht
Von den 160,3 km der Gesamtstrecke sind 16,5 Kilometer (Roermond – Dalheim) nicht betriebsfähig und weitere 9 Kilometer (Budel – Weert) werden nur selten befahren, sind jedoch in einem betriebsfähigen Zustand. Zugewachsen sind nur etwa 200 Meter Strecke bei Dalheim auf deutscher Seite. Immerhin 85 Kilometer der Strecke sind zweigleisig ausgebaut, 55 Kilometer sind elektrifiziert. Der größere Teil der Strecke (134,8 Kilometer) wird täglich von Zügen befahren.
Auf dem deutschen Abschnitt Mönchengladbach – Dalheim verkehren im Personenverkehr Nahverkehrszüge montags bis freitags im Stundentakt und an Wochenenden im Zweistundentakt, Güterverkehr erfolgt in Form von Übergaben zum Prüfcenter Wegberg-Wildenrath. Auf belgischer und niederländischer Seite wird die Strecke durch Intercity-, Nah- und Güterverkehrszüge genutzt.

### Deutschland
Im Schienenpersonennahverkehr verkehrt die Schwalm-Nette-Bahn (RB 34) zwischen Mönchengladbach Hauptbahnhof und dem direkt an der Grenze zu den Niederlanden gelegenen Dalheim. Bis Dezember 2014 hatte diese Linie die Liniennummer RB 39. Sie wird von der VIAS Rail betrieben und verkehrt montags bis freitags durchgehend im Stundentakt und an Wochenenden im Zweistundentakt. Es wird der NRW-Tarif angewendet. Die Linie verläuft zwischen Wegberg und Dalheim im Gebiet des Aachener Verkehrsverbundes (AVV); der Tarif des Verkehrsverbunds Rhein-Ruhr gilt von Mönchengladbach Hauptbahnhof bis Mönchengladbach-Genhausen. Die Haltepunkte Arsbeck und Mönchengladbach-Genhausen sind Bedarfshalte. Die VIAS Rail setzt Triebwagen vom Typ Alstom LINT 41 und 54 auf der Linie ein.
Bis zum 10. Dezember 2017 wurde die Schwalm-Nette-Bahn von der Deutschen Bahn bzw. deren regionalen Tochtergesellschaften betrieben. Seit Ende der 1990er Jahre fuhr in deren Auftrag jedoch bereits die Rurtalbahn GmbH die Linie mit RegioSprintern. Der AVV strebte eine Wiederaufnahme des grenzüberschreitenden Personenverkehrs zwischen Dalheim und Roermond (mit einer Bahnstation Meinweg) bis 2015 an, die jedoch nicht erfolgte.

#### Rheydt Hauptbahnhof

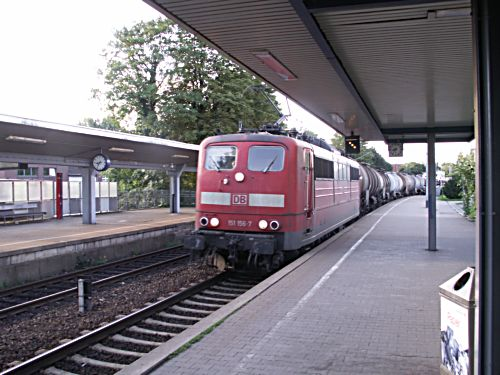
Rheydt Hauptbahnhof

Im Kern des Mönchengladbacher Stadtteils Rheydt befinden sich zwei Bahnhöfe, Rheydt Hauptbahnhof und Rheydt Güterbahnhof. Beide liegen an der Bahnstrecke Aachen–Mönchengladbach und dem im Hauptbahnhof beginnenden Eisernen Rhein, der bis zum Güterbahnhof parallel zur Strecke nach Aachen verläuft. Ebenso beginnt am Hauptbahnhof Rheydt (km 49,4) die Bahnstrecke Rheydt–Köln-Ehrenfeld.
Das Empfangsgebäude des Rheydter Hauptbahnhofes, das aus den 1950er Jahren stammt, beherbergt heute neben dem Fahrkartenverkauf einige Geschäfte. Für die Reisenden steht neben dem Hausbahnsteig ein Mittelbahnsteig zur Verfügung. Ein weiterer Bahnsteig an Gleis 4 dient für den Umstieg für Reisende zum Borussia-Park. An der Rückseite des Bahnsteiges ist eine Bushaltestelle für den Shuttleservice angelegt. Der Bahnhof wird von dem RE 4 (Wupper-Express) in Richtung Dortmund und Aachen, dem RE 8 (Rhein-Erft-Express) in Richtung Mönchengladbach und Koblenz, der RB 27 (Rhein-Erft-Bahn) ebenfalls in Richtung Mönchengladbach und Koblenz, der RB 33 (Rhein-Niers-Bahn) in Richtung Duisburg und Aachen sowie der RB 34 (Schwalm-Nette-Bahn) zwischen Mönchengladbach und Dalheim bedient.
Der Güterbahnhof wird nur noch zum Abstellen von Güterzügen und von Zügen für das Prüfcenter Wegberg-Wildenrath genutzt. Durch den Güterbahnhof führen die Strecke Aachen–Mönchengladbach und der Eiserne Rhein, dessen Gleis bis zum Rheydter Hauptbahnhof parallel zur erstgenannten Strecke verläuft. Im nördlichen Bereich zweigt die Mönchengladbacher Güterumgehung ab. Erst das Prüfcenter Wildenrath der Firma Siemens brachte neues Leben in den Rheydter Güterbahnhof. Auf seinem Gelände wurde 1997 ein gesicherter Abstellbereich für Fahrzeuge eingerichtet, die in das Prüfcenter überführt werden sollen oder von dort kommen und auf ihre Weiterfahrt warten.
Zu Beginn befand sich die Ausfädelung des Eisernen Rheins von der gemeinsamen Trassierung mit der Strecke Mönchengladbach–Aachen in Höhe der Ortschaft Hockstein. Als der Güterbahnhof Rheydt 1902 in südlicher Richtung erweitert wurde, wurde die Ausfädelung etwa einen Kilometer südwestlich auf die Höhe des heutigen Gewerbegebietes Wickrath Nord verlegt.

#### Ausweichanschlussstelle Wickrath Awanst
Die Ausweichanschlussstelle Wickrath wurde 1968 für das neu entstandene Gewerbegebiet Wickrath Nord am Streckenkilometer 3,5 angelegt und liegt im schmalen Trassenband zwischen dem Gewerbegebiet und der Autobahn. Über die Awanst Wickrath wurden mehrere Unternehmen bis 2007 versorgt.

#### Haltepunkt Mönchengladbach-Günhoven
Vom Haltepunkt Mönchengladbach-Günhoven (km 5,3), der erst 1911 entstand und dessen Bedienung 1962 eingestellt wurde, ist heute nichts erhalten. Der Haltepunkt befand sich westlich des Bahnübergangs Günhovener Straße, nördlich des Streckengleises. Direkt am Bahnübergang befindet sich das ehemalige Bahnwärterhaus.

#### Bahnhof Mönchengladbach-Rheindahlen

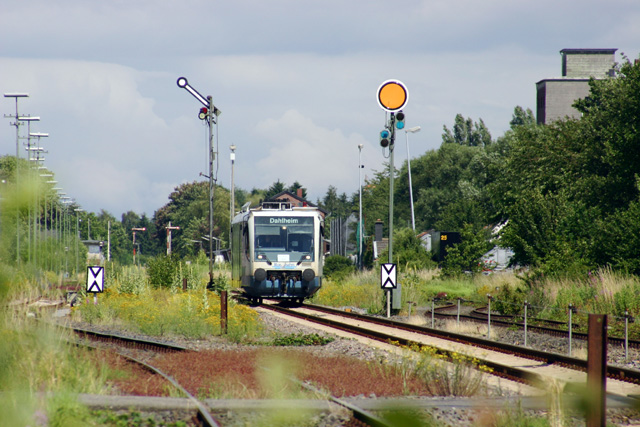
Regiosprinter in Mönchengladbach-Rheindahlen

Der Ort Rheindahlen besitzt bei Streckenkilometer 7,4 einen Bahnhof, der seit Januar 2011 der untersten Bahnhofskategorie 7 angehört und der von der Deutschen Bahn unter der internen Bahnhofsnummer 4165 geführt wird. Der Bahnhof Mönchengladbach-Rheindahlen (bis 1927 nur Rheindahlen) ist einer der größeren Bahnhöfe entlang der Strecke. Der Bahnhof, der bereits seit Eröffnung der Strecke ein Empfangsgebäude besaß, erhielt seine Bedeutung mehr durch den Güter- als den Personenverkehr. Das Empfangsgebäude ist erhalten und wird anderweitig genutzt. Für die Reisenden stehen ein Wartehäuschen und ein Fahrkartenautomat bereit.
Die Bedeutung Rheindahlens für den Güterverkehr wurde früh gelegt: Der Bahnhof wurde 1877 erbaut, die Eröffnung der Strecke von Mönchengladbach bis zur Landesgrenze bei Dalheim im Güterverkehr fand am 4. Dezember 1878 statt. An Gütern wurden vor allem Getreide, Benzin, Kohle, Düngemittel und Kolonialwaren angenommen. Versendet wurden Flachs, Bier und Leder. Die Ortschaften Sittard, Gerkerath, Dahlerbruch (heute Broich) und Günhoven gehörten zum Einzugsbereich des Güterbahnhofs. Am 15. Februar 1879 fand die erste Fahrt eines Personenzuges von Mönchengladbach in Richtung Dalheim statt. Kurz nach der Jahrhundertwende waren einige Unternehmen über den Bahnhof angeschlossen. Da Rheindahlen 1921 in die damalige Stadt München-Gladbach eingemeindet wurde, erfolgte 1927 die Umbenennung des Bahnhofs in M. Gladbach-Rheindahlen. Das Teilstück des Eisernen Rheins bis M. Gladbach-Rheindahlen wurde nach Ende des Zweiten Weltkriegs noch bis 1952 zum größten Teil als Güterbahnstrecke für den Bau des nördlich gelegenen JHQ Rheindahlen genutzt. Nachdem die Stadt München-Gladbach 1960 in Mönchengladbach umbenannt wurde, erhielt der Bahnhof Anfang der 1960er Jahre seinen heutigen Namen. Zum 1. Juni 1978 wurden der Fahrkartenverkauf am Bahnhof eingestellt und die Abfertigungsbefugnisse für den Gepäck- und Expressgutverkehr von der Deutschen Bundesbahn aufgehoben.
Neben dem Empfangsgebäude aus dem Jahr 1879 hat der Bahnhof einen Bahnsteig mit Wartehäuschen und Fahrkartenautomat. Das Empfangsgebäude ist ein in Seitenlage platziertes, zweigeschossiges Ziegelhaus mit einem angeschlossenen Güterschuppen. Daneben gibt es noch das 1935 in Betrieb genommene Fahrdienstleiterstellwerk Rf am westlichen Kopf des Bahnhofs und das aus demselben Jahr stammende Wärterstellwerk Ro.
Im Bahnhof Rheindahlen gibt es noch einen Gleisanschluss der britischen Streitkräfte in Deutschland zu den Ayrshire Barracks South. Dieser wird derzeit nur selten genutzt. Zeitweilig gab es Überlegungen, einen ehemaligen weiteren Gleisanschluss der britischen Streitkräfte zum heutigen Nordpark für den Personenverkehr bei Veranstaltungen im Borussia-Park zu nutzen. Wegen der hohen Kosten wurden diese Pläne jedoch zugunsten von Bus-Shuttles zwischen Rheydt Hauptbahnhof beziehungsweise Mönchengladbach Hauptbahnhof und dem Stadion verworfen.

#### Haltepunkt Mönchengladbach-Genhausen
Mönchengladbach-Genhausen ist ein Haltepunkt, der erst 1911 am Streckenkilometer 9,4 eingerichtet wurde. Am Haltepunkt sind 76 Zentimeter hohe Bahnsteige für jede Fahrtrichtung vorhanden. Der Bahnsteig für Reisende in Richtung Dalheim befindet sich westlich des Bahnübergangs und südlich des Streckengleises. Für Reisende in Fahrtrichtung Mönchengladbach ist der Bahnsteig östlich des Bahnübergangs, nördlich vom Streckengleis vorgesehen. Hierdurch werden die Schließzeiten des Bahnübergangs reduziert, da dieser stets vor dem Halt des Zuges am Bahnsteig überquert wird. Die Schwalm-Nette-Bahn hält in Mönchengladbach-Genhausen nur im Bedarfsfall. Ausgerüstet ist der Haltepunkt mit je einem Wartehäuschen pro Bahnsteig, ein Fahrkartenautomat und der zugehörige Entwerter sind nur auf dem Bahnsteig in Richtung Dalheim zu finden. Der Haltepunkt wurde 2024 modernisiert, dabei wurden die Bahnsteige von 24 cm auf 76 cm angehoben und die Wartehäuschen sowie die Beleuchtung wurden erneuert.

#### Bahnhof Wegberg

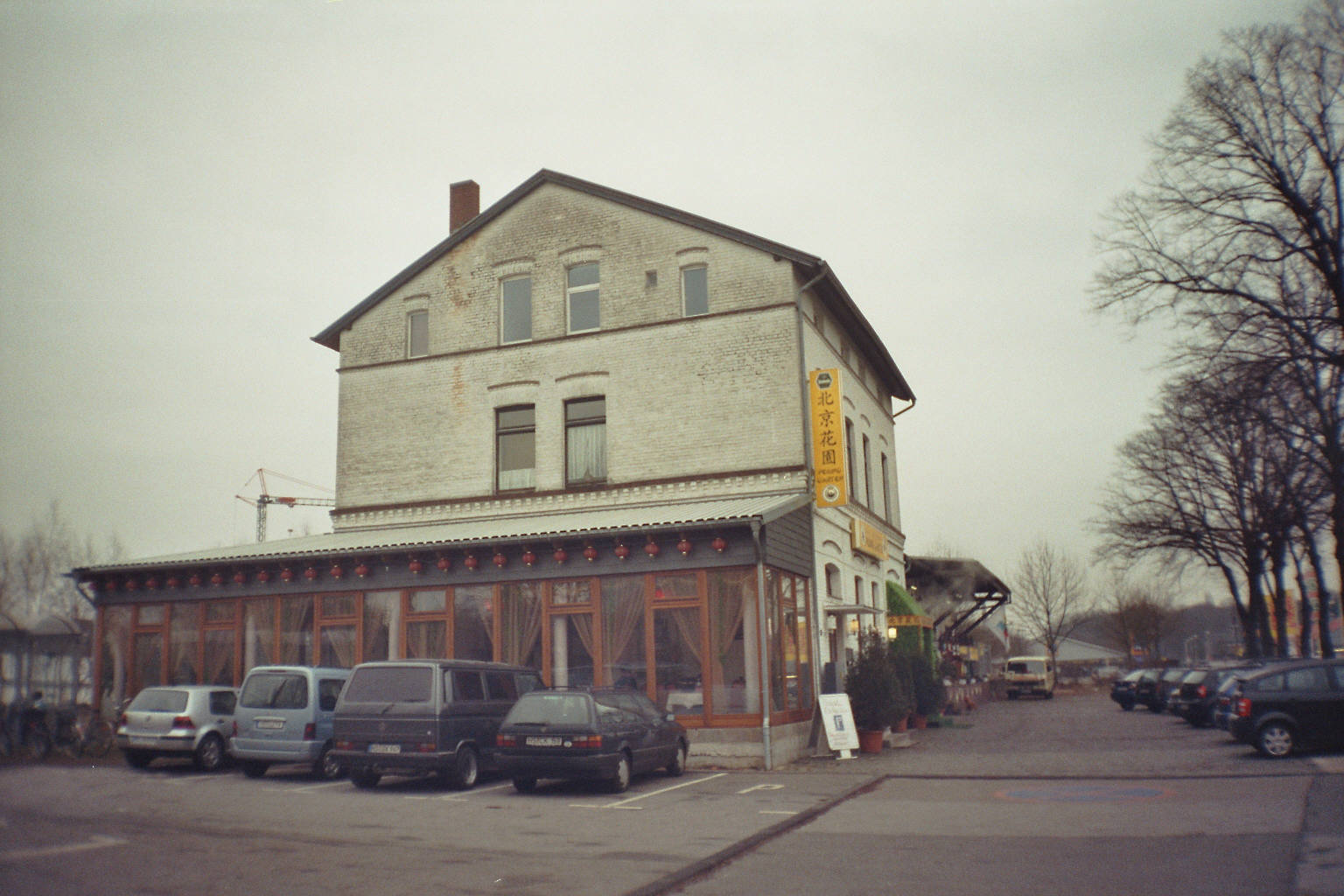
Der Bahnhof Wegberg 2006

Im Stadtgebiet von Wegberg befinden sich drei Bahnstationen: Der Bahnhof Dalheim, der Haltepunkt Arsbeck und der Bahnhof Wegberg. Wegberg war lange Zeit bis zur Reaktivierung der Bahnstrecke Lindern–Heinsberg (Rheinl) im Dezember 2013 die Stadt mit den meisten Stationen im Kreis Heinsberg.
Der Bahnhof Wegberg liegt am Streckenkilometer 12,8. Das Empfangsgebäude ist erhalten; es wird von einem Restaurant genutzt. Am Bahnsteig befinden sich ein Fahrkartenautomat und ein Wartehäuschen für die Reisenden. Neben dem durchlaufenden Streckengleis ist ein weiteres Stumpfgleis vorhanden. Zwischen beiden Gleisen sind rudimentär die Reste eines Mittelbahnsteigs zu erkennen. In den letzten Jahrzehnten wurden die Gleisanlagen zurückgebaut. Vier der fünf weiteren Bahnhofsgleise und Anschlussgleise für Firmen wurden ganz oder teilweise entfernt. Außer dem 1878 gebauten Weichenwärterstellwerk Wo an der Industriestraße, gibt es auch seit 1907 das Fahrdienstleiterstellwerk Wf am Bahnübergang Bahnhofstraße. Beide mechanische Stellwerke stammen vom Hersteller Scheidt & Bachmann.

#### Ausweichanschlussstelle Klinkum

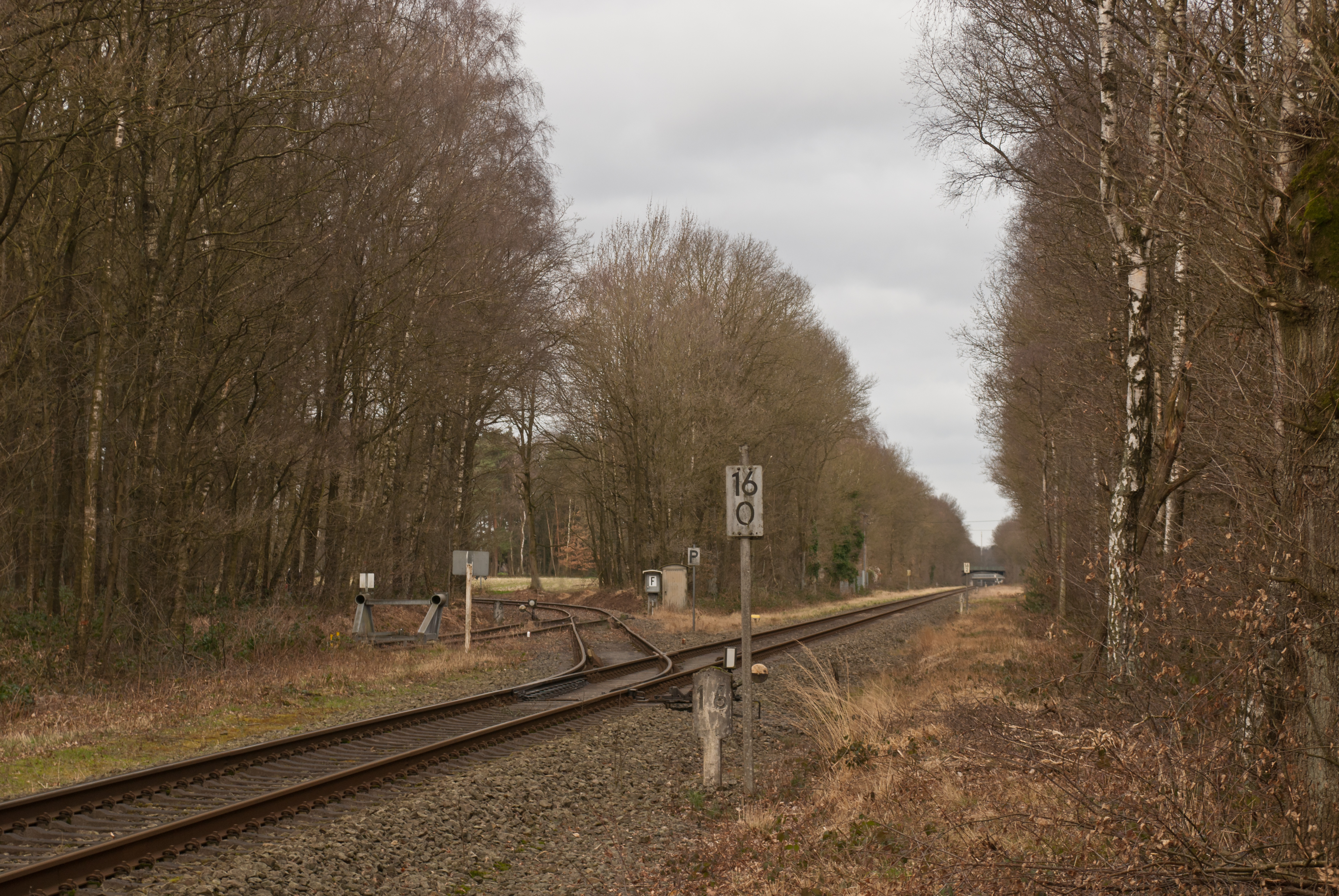
Die Ausweichanschlussstelle Klinkum, Blickrichtung Arsbeck

An der Ausweichanschlussstelle Klinkum am Streckenkilometer 16,1 zweigt die Bahnstrecke Wegberg Klinkum–Prüfcenter Wegberg-Wildenrath ab.
Die Ausweichanschlussstelle Klinkum geht zurück auf die gleichnamige Blockstelle, die um 1907 zur Erhöhung der Zugfolge gebaut wurde. Nach dem Zweiten Weltkrieg wurde aus der Blockstelle die Anschlussstelle Klinkum. Ebenso wurde eine Rangiergruppe eingerichtet. Von hier aus wurden nördlich des Streckengleises über eine weitere Anschlussbahn das Treibstofflager Arsbeck der britischen Rheinarmee nördlich von Dalheim-Rödgen und der RAF Brüggen über die Schiene angefahren. Das Anschlussgleis, das beide Einrichtungen bediente, zweigte am westlichen Rand der Ausweichanschlussstelle nach Norden ab. Das Treibstofflager Arsbeck bestand von 1948 bis Ende 1979. Der Flugplatz Brüggen wurde ab 1954 bedient. Der Anschluss und die Rangiergruppe sind mittlerweile abgebaut.
Das etwa 3,5 Kilometer lange Anschlussgleis zum Siemens-Prüfcenter zweigt in südlicher Richtung ab. Von 1952 bis 1992 wurde über dieses Gleis der RAF-Flugplatz Wildenrath bedient. Nach dessen Schließung übernahm Siemens 1997 Teile des Geländes zum Bau eines Prüfcenters für Schienenfahrzeuge.

#### Haltepunkt Arsbeck

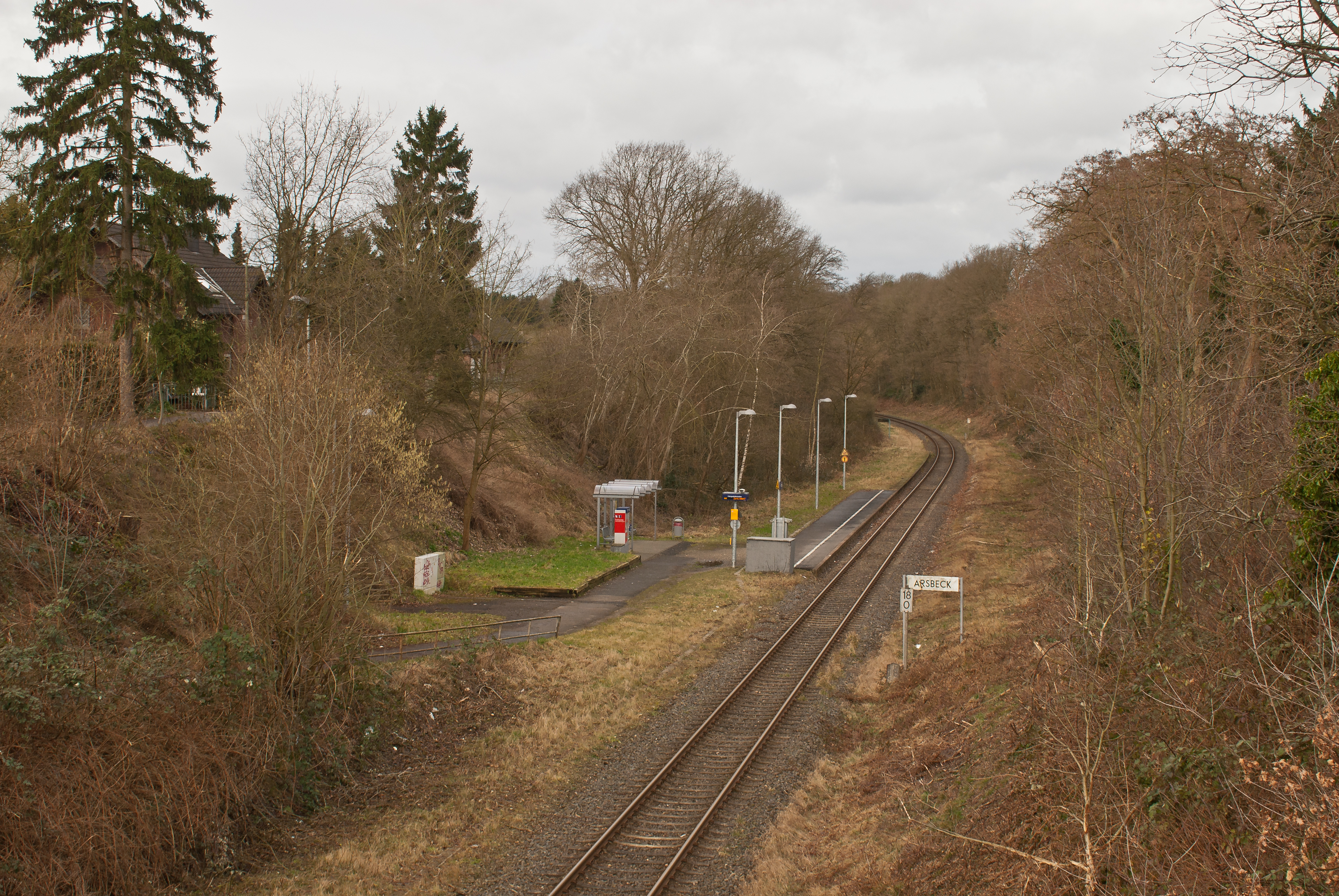
Der Haltepunkt Arsbeck

Der Ort Arsbeck besitzt an der Heiderstraße (km 18,1) einen Haltepunkt. Von 1950 bis nach 1990 war hier ein hölzernes Stationsgebäude mit Fahrkartenverkauf. Für die Reisenden stehen auf dem Seitenbahnsteig ein Wartehäuschen und ein Fahrkartenautomat. Der Haltepunkt Arsbeck wird von der Buslinie 413 im Stundentakt angefahren.

#### Bahnhof Dalheim

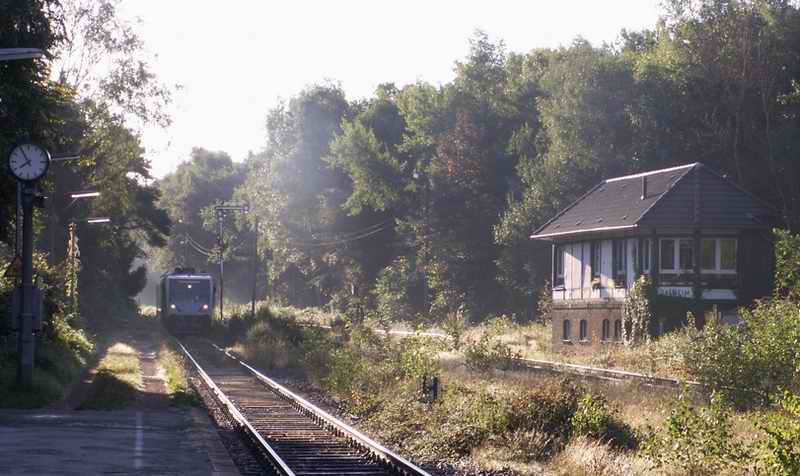
Bahnhof Dalheim

Von besonderer Bedeutung für die Ortsgeschichte war 1879 der Bau des Bahnhofs Dalheim (km 20,1) an der grenzüberschreitenden Bahnlinie Eiserner Rhein als Verbindung vom Ruhrgebiet zum Hafen Antwerpen.

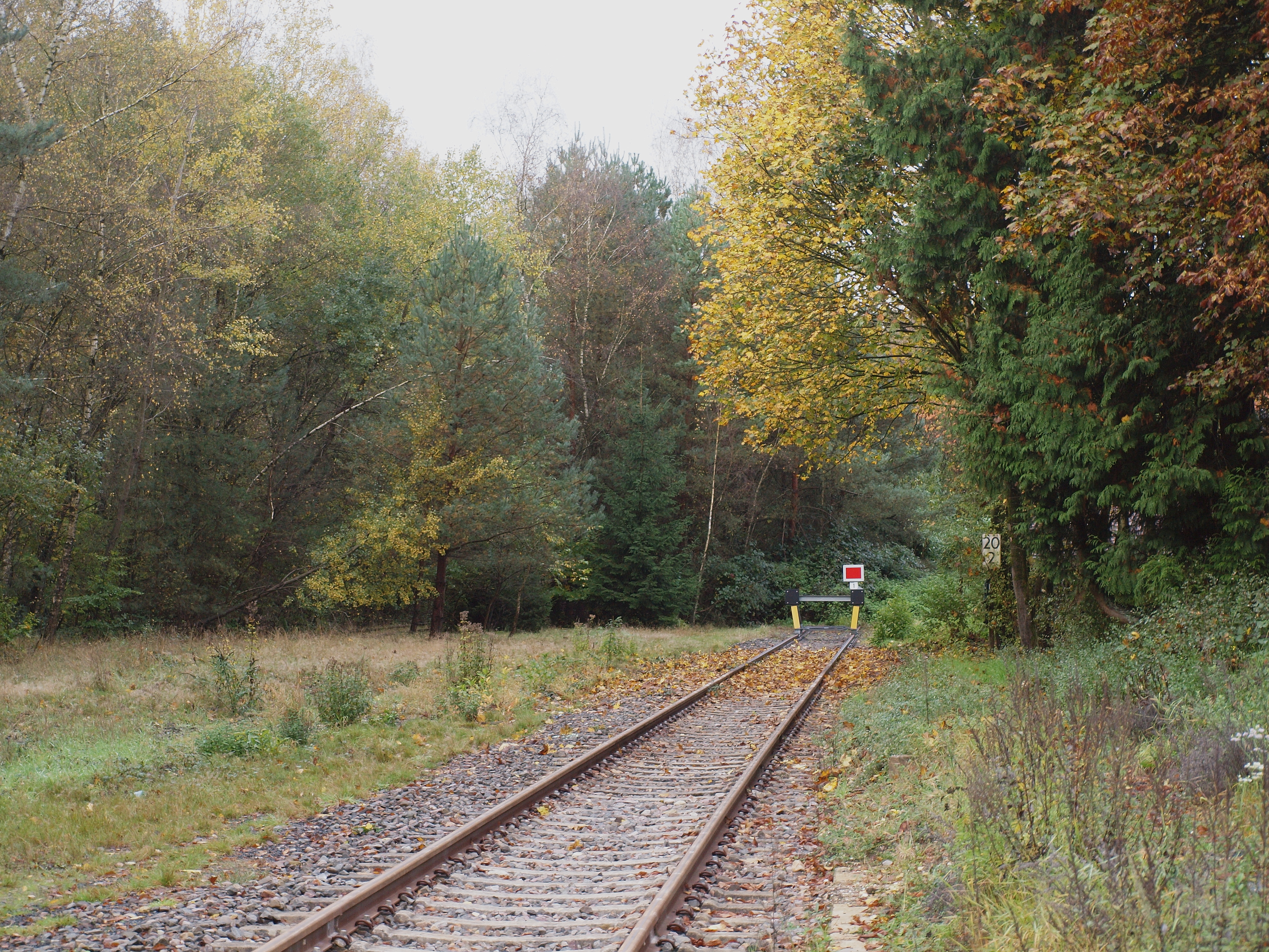
Stumpfgleis Bahnhof Dalheim, Blickrichtung Grenze

Es gab zeitweise ein Wartehäuschen, das hinter dem Stellwerk Df stand. Es bestanden zeitweise Übergänge zwischen den Personenzügen in Richtung Mönchengladbach sowie Jülich und Roermond/Antwerpen. Heute wird der Bahnhof Dalheim nur noch stündlich von Lint-Triebwagen der VIAS in Richtung Mönchengladbach bedient.
Als Grenzbahnhof hatte der Bahnhof früher Gütergleise für die Zollabfertigung.
1911 wurde Dalheim zum Abzweigbahnhof: Am 15. Dezember 1911 wurde die Strecke Jülich–Dalheim eröffnet, die am östlichen Bahnhofskopf, direkt am Stellwerk Df, in den Bahnhof mündete. Das Streckengleis in Richtung Jülich erhielt ein eigenes Umfahrgleis und einen Bahnsteig mit Wartehalle. Der Bahnhof verfügte über eigene Richtungsgruppen für Züge in Richtung Deutschland und Niederlande, einen Güterschuppen mit angebauter Rampe und Lokbehandlungsanlagen inklusive Lokschuppen, Wasserturm und Kohlebansen. Die Lokbehandlungsanlagen wurden 1969 aufgegeben und abgerissen; der Wasserturm wurde 1974 gesprengt. Das Empfangsgebäude des Bahnhofes wurde 1979 bei einem Brand beschädigt und später abgerissen. Der Personenverkehr in Richtung Baal wurde zum 27. September 1980 eingestellt, der Güterverkehr auf der Strecke konnte sich bis zur Schuttdeponie Rosenthal noch bis 1983 halten.
Heute ist nur noch das Streckengleis und ein Stumpfgleis vorhanden, an dem der Zug hält. Auf dem Bahnsteig stehen ein Wartehäuschen und ein Fahrkartenautomat. Neben diesen Anlagen sind noch das Fahrdienstleiterstellwerk Df und die Formsignale erhalten.
Das früher am westlichen Bahnhofskopf befindliche Stellwerk Dw wurde abgerissen.

### Niederlande

#### (Dalheim–) Vlodrop Grenze– Roermond

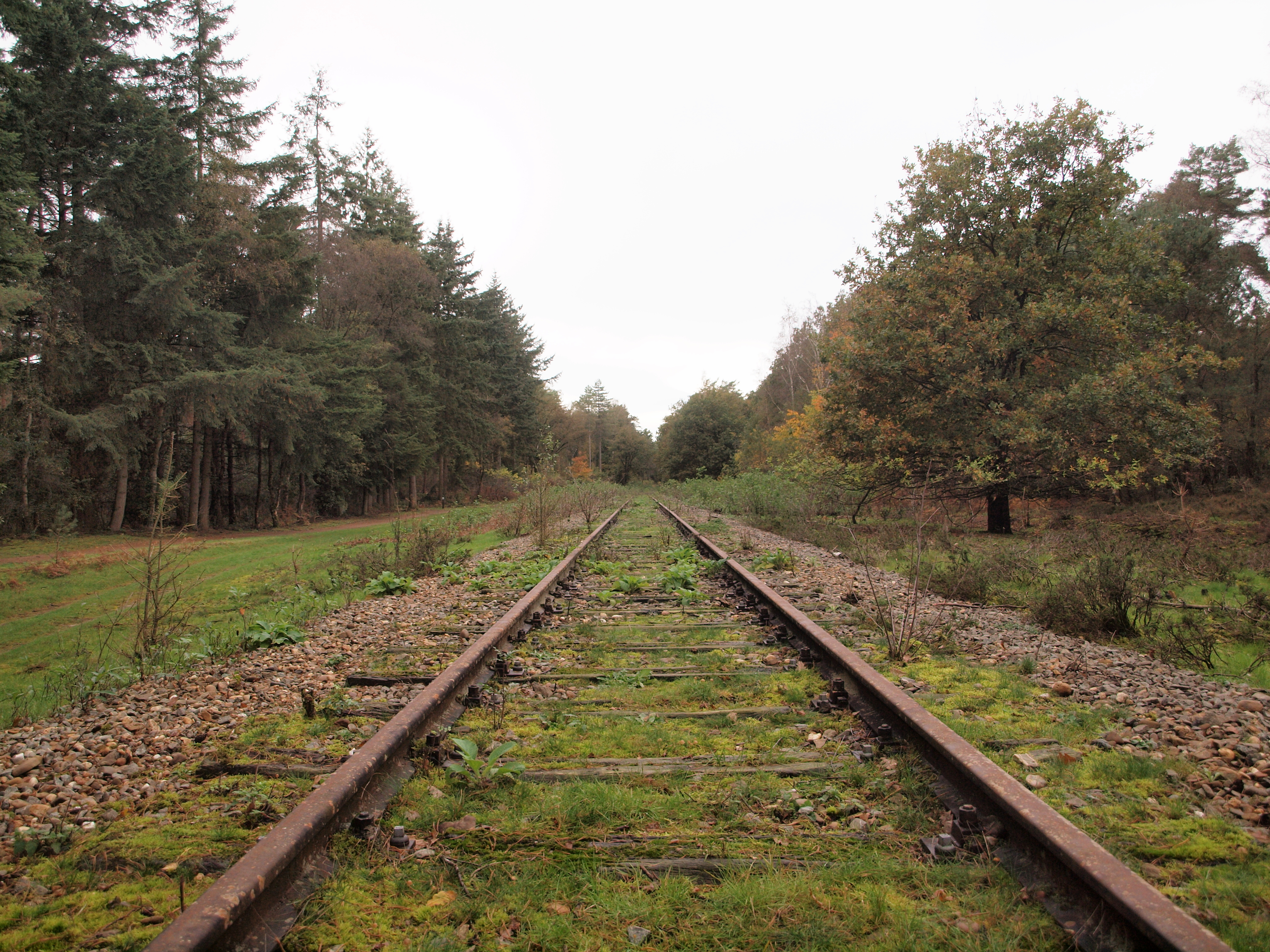
Marode Gleisinfrastruktur im Nationalpark De Meinweg

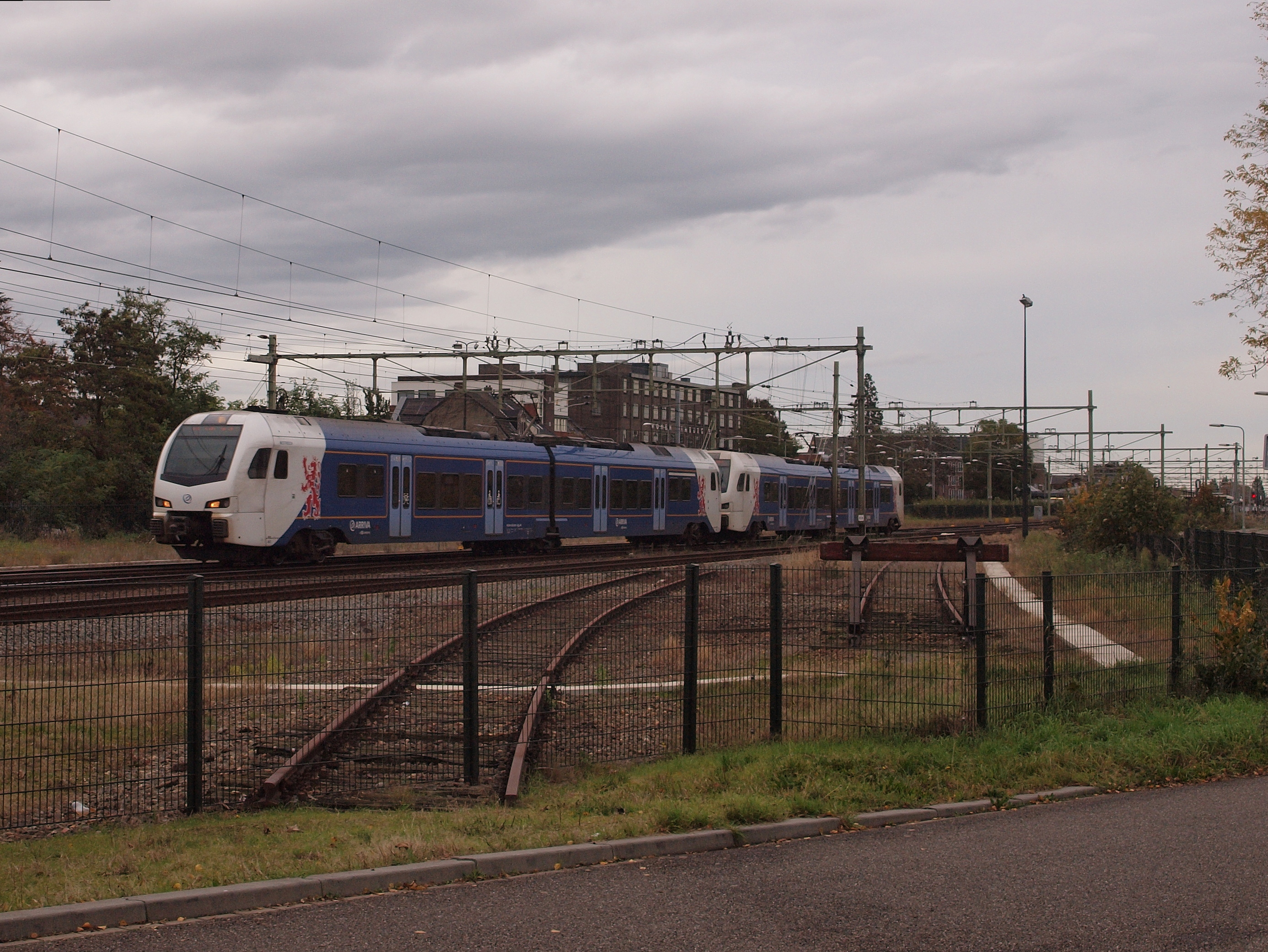
Reste der Bahnhofseinfahrt Roermond, Blickrichtung Nordwest

Der ca. 13 km lange Streckenabschnitt (Dalheim –) Vlodrop Grenze – Roermond ist nicht mehr betriebsfähig. Die Strecke durchquert ab der deutsch-niederländischen Grenze den Nationalpark De Meinweg. Die ehemals zweigleisige Trasse wird stellenweise auf einem 10 bis 15 m hohen Damm geführt, um Feuchtgebiete und Geländeunebenheiten zu überwinden. Teile des Eisenbahnoberbaus (darunter marode Schienen, Holzschwellen und Schotter) sind noch vorhanden. Der ca. 800 m von der deutschen Staatsgrenze entfernte niederländische Grenzbahnhof Vlodrop wurde in den 1970er Jahren vollständig zurückgebaut; freigewordene Flächen wurden wiederaufgeforstet. Am ehemaligen Bahnhof Melick-Herkenbosch existieren noch zwei parallele Gleise, das Bahnhofsgebäude wurde abgerissen. Westlich von Melick-Herkenbosch wird die Stadtgrenze Roermond erreicht. Zwischen Herkenbosch und der in Tunnellage geführten A73 bildet die Trasse die nördliche Begrenzung des Industriegebiets Roerstreek. Im Zuge eines Neubaus der vierstreifigen N293 musste die Bahntrasse auf ca. 25 m Länge unterbrochen werden. Ein Kreuzungsbauwerk wurde nicht vorgesehen. Nach der Überquerung der A73 durchquert die Bahntrasse auf ca. zwei Kilometern die Wohnbebauung von Roermond-Zuid. Ungefähr 300 m südlich des Bahnhofs Roermond trifft der Eiserne Rhein auf die Strecke von Roermond nach Sittard. Die abzweigenden Weichen wurden zurückgebaut, Überreste abzweigender Streckengleise blieben hingegen erhalten.

#### Roermond– Weert

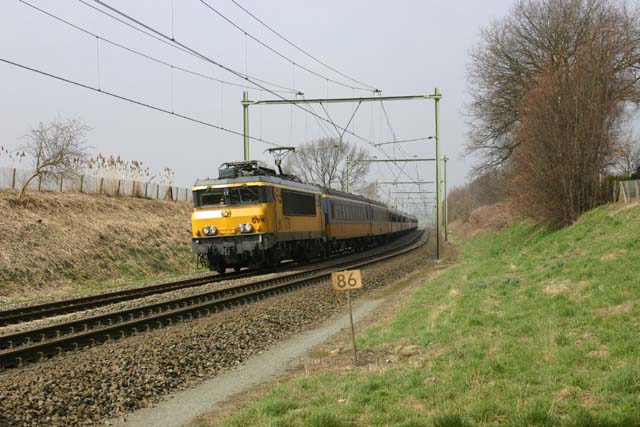
Elektrifizierter Streckenabschnitt Roermond – Weert

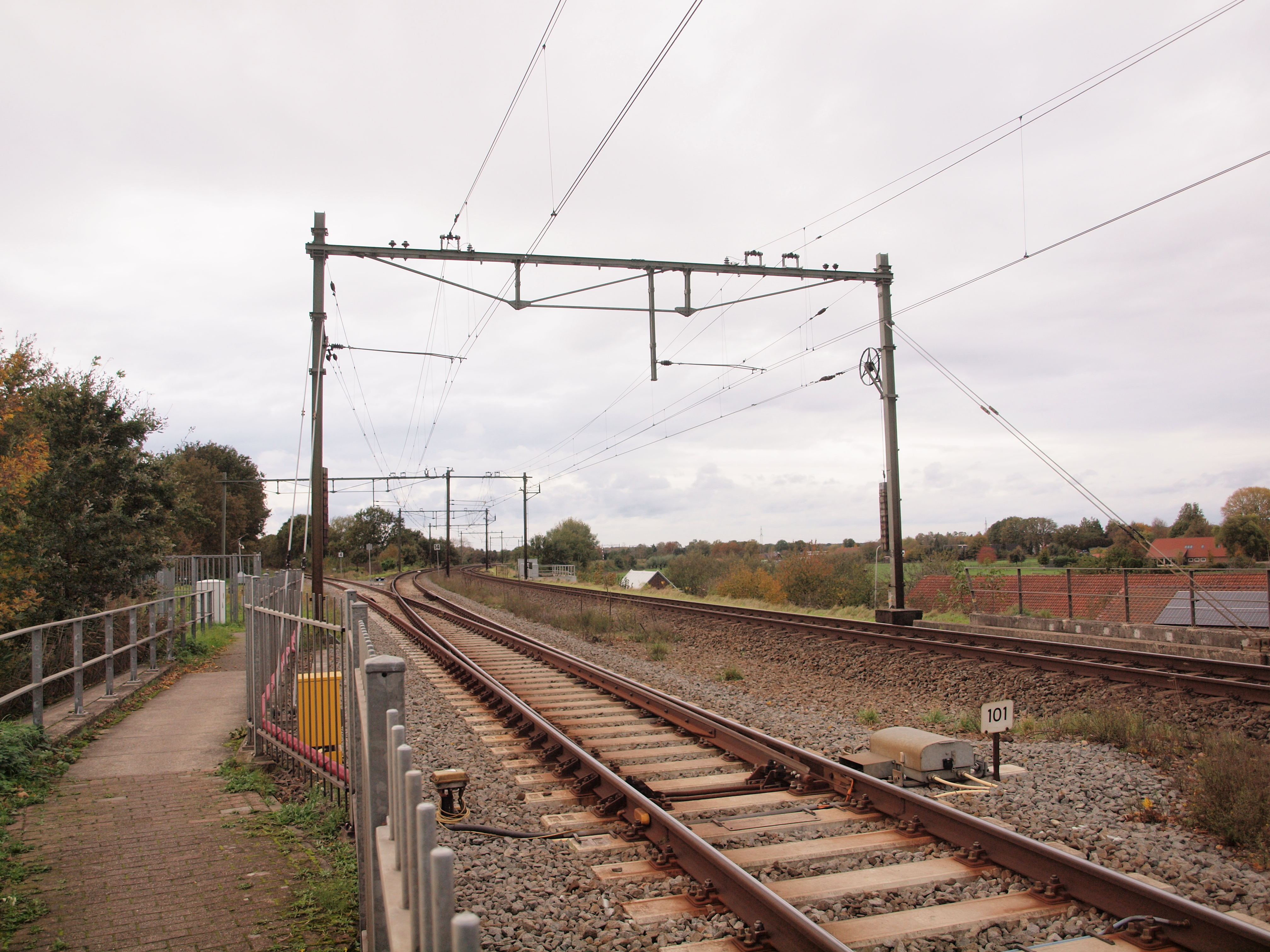
Abzweig westlich des Bahnhofs Weert in Richtung Budel Grenze

Ab Roermond nutzt der Eiserne Rhein bis Weert auf ca. 26 km einen Teilabschnitt der Eisenbahnverbindung Roermond – Eindhoven. Die Strecke ist zweigleisig, elektrifiziert und mit bis zu 140 km/h befahrbar. Nordwestlich von Roermond, bei Buggenum, wird die Maas auf einer viergliedrigen Stahl-Fachwerk-Brücke überquert.
Der Abschnitt Roermond – Eindhoven wird vier Mal je Stunde und Richtung von Intercity-Zügen der Nederlandse Spoorwegen (Relation von Enkhuizen / (Den Helder-) Alkmaar nach Heerlen / Maastricht) bedient. Zum Einsatz kommen unter anderem Doppelstocktriebzüge vom Typ VIRM. Seit der Auflassung der Stationen Buggenum, Haelen, Baexem-Heythuysen und Kelpen in den 1940er Jahren findet kein Nahverkehr mehr statt.
Unmittelbar westlich der Eisenbahnbrücke über den Kanal Zuid-Willemsvaart, ca. 1,5 km westlich des Bahnhofs Weert wird der Eiserne Rhein auf den nicht elektrifizierten, eingleisigen Streckenabschnitt Weert – Hamont ausgefädelt. Das Zweiggleis mündet in das Streckengleis von Eindhoven in Richtung Roermond; 600 m weiter östlich ist ein Wechsel auf das Gleis der Gegenrichtung möglich. Die Abzweiggeschwindigkeit beträgt maximal 40 km/h. Unmittelbar nach dem Verlassen der zweigleisigen Hauptstrecke endet die Oberleitung.

#### Weert– Budel Grenze (–Hamont)

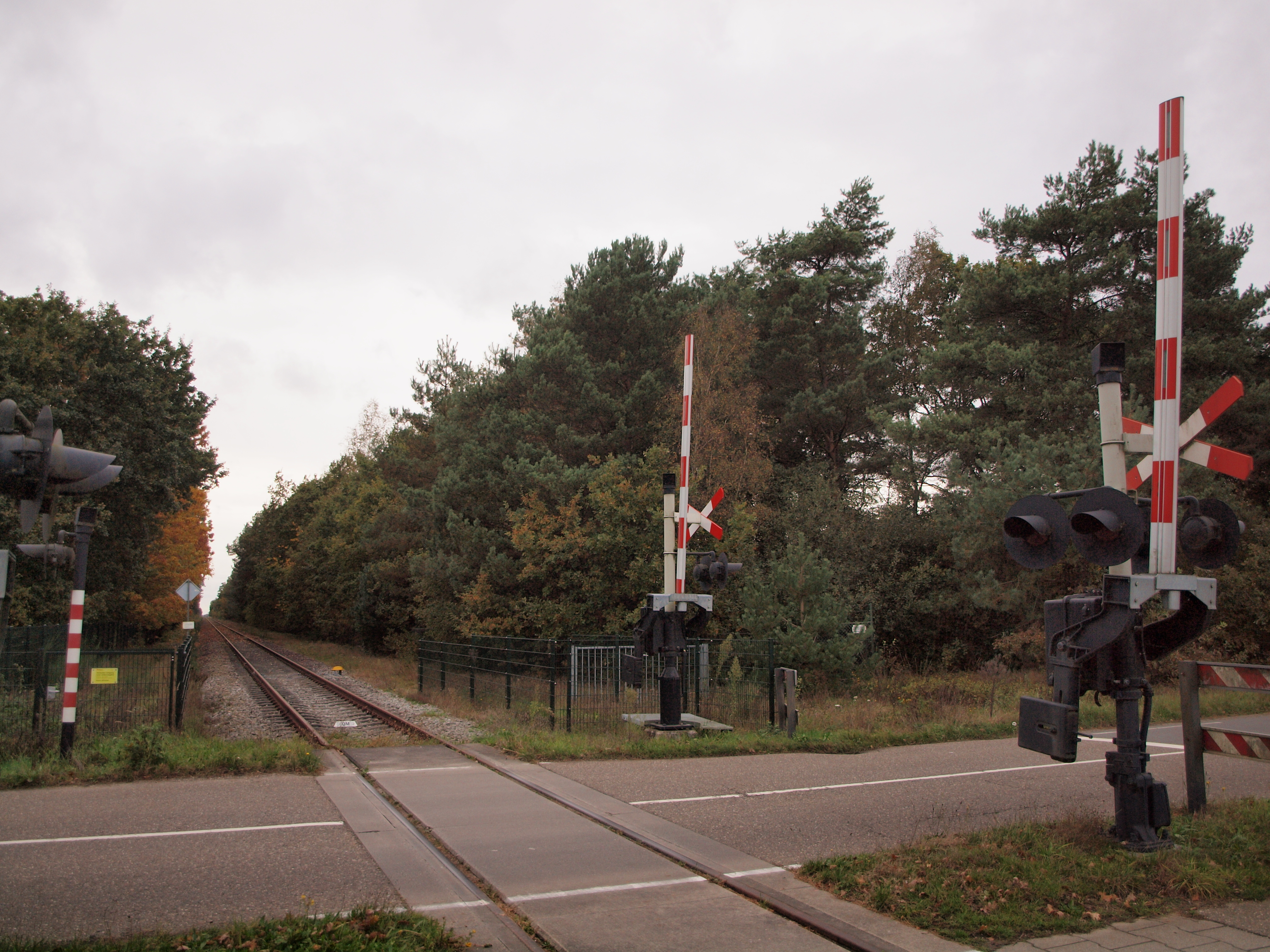
Bahnübergang Trancheeweg, Abschnitt Weert – Budel Grenze

Der ursprünglich zweigleisige, ca. 4 km lange Streckenabschnitt Weert – Budel Grenze ist heute eingleisig, nicht elektrifiziert und mit maximal 40 km/h befahrbar. Der Streckenabschnitt weist beschrankte wie auch unbeschrankte, nur durch Andreaskreuz gesicherte Bahnübergänge auf. Die Trasse verläuft geradlinig auf die niederländisch-belgische Grenze zu. Unmittelbar neben der Trasse, noch auf dem Gemeindegebiet Weert befindet sich das Industriegebiet De Kempen. Anschließend wird die Boshoverheide durchfahren und auch die Grenze zwischen den Regionen Limburg und Nord-Brabant überquert. Kurz vor der Grenze zu Belgien, am ehemaligen Bahnhof Budel zweigt ein betriebsfähiges Anschlussgleis zu der Zinkfabrik NedZink ab.

### Belgien

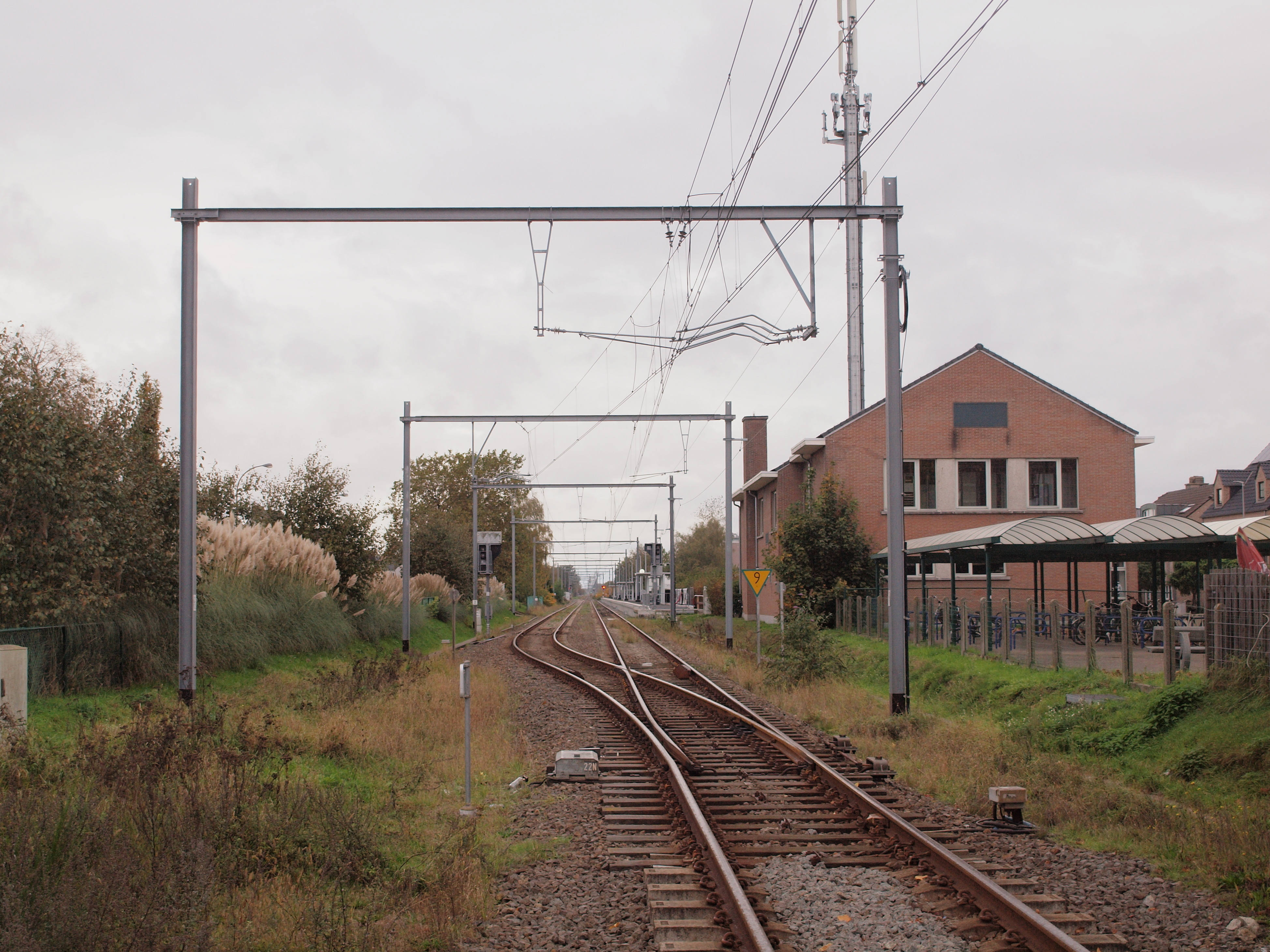
Bahnhofseinfahrt Hamont, Beginn bzw. Ende der Elektrifizierung

Antwerpen hat etwa 500.000 Einwohner. Zusammen mit dem nur etwa 40 Kilometer südlich gelegenen Brüssel und der drittgrößten belgischen Stadtregion um Gent (50 Kilometer südwestlich) und weiteren Städten wie Löwen, Mechelen, Sint-Niklaas und Aalst bildet die Region Antwerpen die Metropolregion Vlaamse Ruit („Flämische Raute“, auch „Flämischer Diamant“); sie ist mit rund 5 Millionen Einwohnern eine der großen Agglomerationen Europas.
Der Hafen von Antwerpen ist der größte Hafen Belgiens. Gemessen am Ladungsaufkommen in Tonnen ist er der drittgrößte Hafen Europas (hinter Rotterdam und Hamburg) und der elftgrößte weltweit. Für Stückgut ist Antwerpen der größte Hafen der Welt. Er liegt 80 km im Landesinneren; die Schelde hat eine lange Trichtermündung.
Der Güter- und Personenverkehr zwischen Antwerpen, Lier und Mol (hier verzweigt sich die Strecke nach Hasselt und Neerpelt) ist seit Bestehen der Bahnstrecken recht dicht. Das nach dem Zweiten Weltkrieg für den Personenverkehr stillgelegte Teilstück von Mol nach Neerpelt wurde – unter anderem aufgrund politischen Drucks der Gemeinden Lommel und Neerpelt – am 27. Mai 1978 wieder reaktiviert. Auch der zunehmende Güterverkehr per Seeschiff und Container (siehe Containerisierung) sowie stark gestiegene Kraftstoffpreise nach der ersten Ölkrise trugen dazu bei.

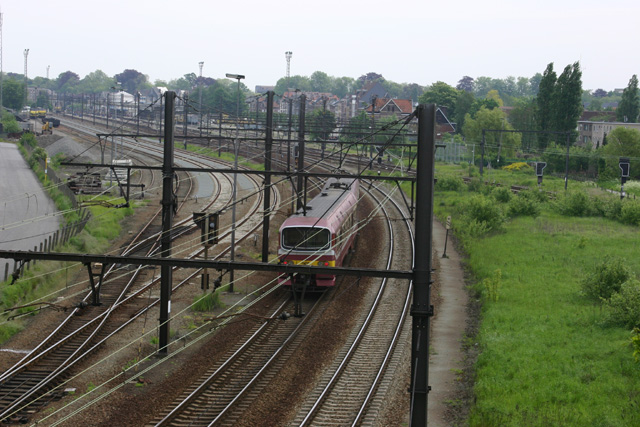
Eiserner Rhein auf belgischer Seite bei Lier

Im Fernverkehr verbindet eine InterRegio-Linie (IR e) Neerpelt mit Antwerpen im Stundentakt. Die in Neerpelt startenden Züge werden in Mol um einen Zugteil aus (beziehungsweise nach) Hasselt ergänzt (respektive auf dem Rückweg geflügelt) und erreichen über Herentals und Lier den Antwerpener Hauptbahnhof, Antwerpen Centraal. In Herentals zweigt eine Stichstrecke nach Turnhout ab, die von zwei Linien der SNCB bedient wird; dem InterCity R und dem InterRegio g. Letztere im Stundentakt verkehrende Linie hat auf dem Abschnitt Herentals – Lier – Antwerpen denselben Laufweg wie der InterRegio e (Antwerpen – Lier – Herentals – Mol – Hasselt/Neerpelt), der ebenfalls im Stundentakt verkehrende InterCity R hingegen verlässt in Lier den Eisernen Rhein und erreicht via Mechelen den Bahnhof Brüssel-Midi. Der Abschnitt Antwerpen – Lier wird zudem noch durch den InterRegio c (Antwerpen – Lier – Aarschot – Lüttich) und durch Nahverkehrszüge der Relation Antwerpen – Lier – Aarschot – Löwen genutzt. Verstärkt wird das Angebot auf der Stammstrecke des Eisernen Rheins mit stündlichen Nahverkehrszügen der Relation Antwerpen – Lier – Herentals – Mol, die auch kleinere Zwischenstationen bedienen. Hinzu kommen die nur in der Spitzenverkehrszeit verkehrenden P-Treins (Piekuurtrein / Train d’heure de pointe = Spitzenverkehrszug).
Am Wochenende und an Feiertagen ist der Verkehr bescheidener, es verkehren dann lediglich der IR e, der IR c und der IR g im Stundentakt, während die IC-, P- und L-Züge größtenteils entfallen. Kleinere Stationen werden dann entweder durch den IR g oder gar nicht bedient. Zum Einsatz kommen für den IR e und die P- und L-Treins Dieseltriebwagen der NMBS/SNCB-Reihe 41.
Im InterCity-Verkehr sind AM80 Break-Triebwagen und lokbespannte Züge (HLE21/27) mit zweistöckigen M5-Wagen oder M6-Wagen im Einsatz. Für den IR g und IR c werden AM80 Break-Triebwagen eingesetzt, für den L-Trein-Dienst Antwerpen – Lier – Aarschot – Löwen Triebwagen der NMBS/SNCB-Reihe AM 86-89.

## Reaktivierung des grenzüberschreitenden Verkehrs
Es wurde erwogen, die Strecke über die Grenze bis Roermond wieder in Betrieb zu nehmen, nachdem sie (neben der Betuweroute) auf Vorschlag der EU-Kommission als Bestandteil der Eisenbahnverbindung Rhein–Alpen Lyon/Genua – Basel – Duisburg – Rotterdam/Antwerpen im Rahmen der Transeuropäischen Verkehrsnetze prioritär eingestuft wurde.
Ziel war es, den Güterverkehr von den Seehäfen in Rotterdam und Antwerpen in den Wirtschaftsraum Rhein-Ruhr zu optimieren und mehr Verkehr von der Straße auf die Schiene zu bringen.
Seit dem 15. März 2007 wird der niederländisch-belgische Teil wieder für den Güterverkehr genutzt. Testweise fuhr ein Zug von Antwerpen-Nord nach Duisburg, dabei konnte die Reisezeit von sechs auf drei Stunden reduziert werden.
Nach der Instandsetzung des Streckenabschnitts Budel – Weert fahren bis zu acht Güterzüge pro Woche zwischen Antwerpen und Duisburg über die Stationen Lier – Herentals – Neerpelt – Weert – Roermond – Venlo – Viersen – Krefeld.

### Rechtsstreit zwischen Belgien und den Niederlanden

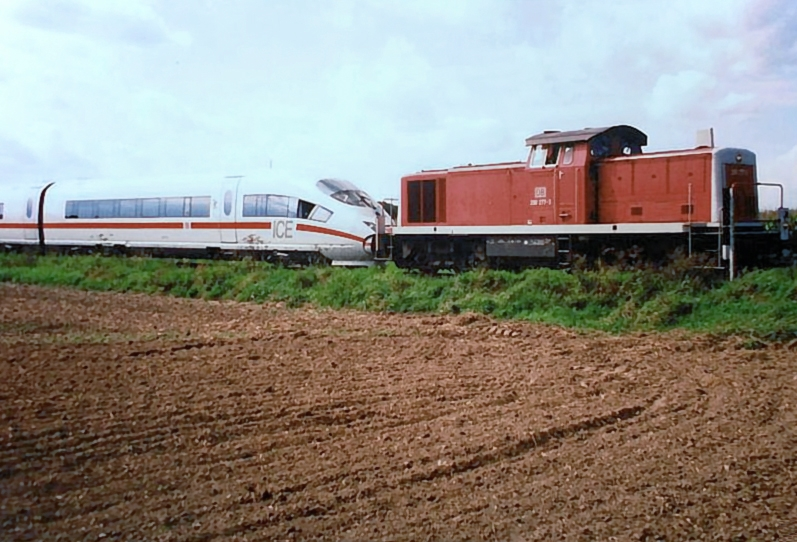
Überführung eines ICE im Jahr 2006 bei Arsbeck (deutscher Abschnitt)

Nachdem sich Belgien und die Niederlande nicht einig werden konnten, ob und wie der Eiserne Rhein reaktiviert wird, haben beide Parteien im Juli 2003 den Ständigen Schiedshof in Den Haag angerufen. Am 24. Mai 2005 hat das Internationale Schiedsgericht das bindende Urteil gesprochen. Demnach gilt der Artikel XII des Trennungsvertrags aus dem Jahr 1839 nach wie vor. Belgien hat das Durchfahrrecht auf der historischen Trasse. Die Kostenverteilung der Reaktivierung ist abhängig vom jeweiligen Streckenabschnitt geregelt worden. Belgien kann die Strecke auf niederländischem Territorium ausbauen. Eventuelle Mehrkosten für individuelle Umweltschutzmaßnahmen, zum Beispiel der Tunnel am Meinweg, müssen unter Umständen geteilt werden. Die Kosten, etwa für den von den Niederlanden gewünschten Tunnel, hat Belgien nicht alleine zu tragen.

### Kritik
Naturschützer äußerten 2005 wegen des an der Strecke liegenden Naturschutzgebietes De Meinweg im deutsch-niederländischen Grenzgebiet Bedenken gegen eine Reaktivierung.
Einwohner, deren Häuser sehr nah an der Bahnstrecke stehen, organisierten sich in einer Bürgerinitiative, um die Reaktivierung zu stoppen.
Oliver Wittke, NRW-Verkehrsminister von 2005 bis 2009 (Kabinett Rüttgers) sagte zur damals geplanten Wiederaufnahme der Eisenbahnverbindung Antwerpen–Duisburg für den internationalen Güterverkehr, er halte die historische Strecke für nicht mehr zeitgemäß. Wittke plädierte für eine alternative Trassenführung, die mit höheren Kosten verbunden wäre.

### Diskussion der Varianten
Vom Ministerium für Verkehr des Landes Nordrhein-Westfalen (bis 2010 Ministerium für Bauen, Wohnen, Stadtentwicklung und Verkehr des Landes Nordrhein-Westfalen) wurde der Bau einer neuen Strecke entlang der Bundesautobahn 52 (Düsseldorf–Roermond) von Viersen bis zur Grenze bei Elmpt als Alternative zur Reaktivierung der historischen Strecke vorgeschlagen. Das würde die Verbindung Roermond – Viersen-Helenabrunn von 48 auf 33 Kilometer verkürzen. Auf niederländischer Seite müsste dafür eine Umgehung Roermonds gebaut werden. Im Oktober 2008 bot der niederländische Verkehrsminister Camiel Eurlings zur Umsetzung dieses Planes 100 Millionen Euro an, was bei weitem nicht die Kosten deckt, sodass von belgischer und deutscher Seite ein viel höherer niederländischer Beitrag verlangt wurde.
Das niederländische Parlament (Tweede Kamer) sprach sich einstimmig gegen die vom Verkehrsminister getroffenen Vereinbarungen aus. Der niederländische Verkehrsminister wurde vom Parlament beauftragt, die A-52-Variante in den Verhandlungen voranzutreiben.
Am 6. Januar 2011 berichtete der Bundestagsabgeordnete Uwe Schummer (Bundestagswahlkreis Viersen), das Bundesverkehrsministerium werde das Projekt Eiserner Rhein in den nächsten 20 Jahren nicht angehen. Der Eiserne Rhein sei „tot“. Stattdessen solle die Montzenroute genutzt werden.
Nachdem EU-Kommissionspräsident José Manuel Barroso im Mai 2011 Antwerpen besucht hatte, äußerte er sich zum Eisernen Rhein; eine seit Jahren in Arbeit befindliche Studie der Katholieke Universiteit Leuven (Belgien) werde bald beendet und veröffentlicht. Dies geschah im Juni 2011. Sie kam zu dem Ergebnis, dass sich die Investitionen auf Jahre hinaus nicht rentieren werden. Der niederländische Europa-Abgeordnete und stellvertretende Vorsitzende des EP-Verkehrsausschusses Peter van Dalen rät daher dazu, den Ausbau der historischen Strecke auf die lange Bank zu schieben.
Im Mai 2012 kam es in Nordrhein-Westfalen zu einer vorgezogenen Landtagswahl, danach bildete Ministerpräsidentin Hannelore Kraft das Kabinett Kraft II. Verkehrsminister wurde Michael Groschek. Ende September 2012 teilte Bundesverkehrsminister Ramsauer Groschek mit, dass er die Diskussion um eine Trasse entlang der A 52 als beendet ansieht.
Die Landesregierung hatte in den Wochen davor intensiv versucht, die A-52-Trasse noch in den nächsten Bundesverkehrswegeplan zu bringen. Das Verkehrsministerium NRW rechnete vor, die historische Strecke sei dreimal so teuer wie bisher angenommen. Zufrieden äußerte sich der MdL Stefan Berger (CDU, Wahlkreis Viersen I), der die A-52-Trasse stets bekämpft hatte – und sich damit in der Regierungszeit von Jürgen Rüttgers gegen die eigene Fraktion gestellt hatte.
MdL Marcus Optendrenk (CDU, Kempen/Viersen II) äußerte, es zahle sich für die Landesregierung nicht aus zu versuchen, „ohne Rückkoppelung mit den Niederlanden und Belgien grenzüberschreitende Infrastrukturprojekte voranbringen zu wollen“. Die Landesregierung solle lieber den zweigleisigen Ausbau der Bahnstrecke Kaldenkirchen–Dülken mit Lärmschutz vorantreiben. Dort ist ein Teilstück von etwa 13 km eingleisig.
Ramsauer wies darauf hin, dass sich die Niederlande und Belgien auf den historischen Trassenverlauf geeinigt hätten und nur noch in diese Richtung planten.
Es gibt in den Niederlanden Gemeinden und Verbände, die gegen die historische Strecke zusammenarbeiten. Belgien ist ein hochverschuldetes Land. Ob es sich für die Reaktivierung der historischen Strecke (geschätzte Kosten mit Stand 2012: 500–800 Mio. Euro) zusätzlich verschulden will, ist fraglich.
Im März 2016 legte Bundesverkehrsminister Alexander Dobrindt (CSU) einen Entwurf des Bundesverkehrswegeplans 2030 vor. Darin wird der Eiserne Rhein nicht als „Vordringlicher Bedarf“ eingestuft. Die nordrhein-westfälischen Grünen sprachen sich Ende 2016 grundsätzlich für eine Reaktivierung der Strecke zwischen Dalheim und Roermond und eine Verlängerung der Regionalbahn aus. Um Befürchtungen entgegenzuwirken, die Strecke könne nach einer Reaktivierung wieder für Güterverkehr genutzt werden, schlugen sie eine elektrische Stadtbahn und eine entsprechende Klassifizierung der Strecke vor.
Im Jahr 2025 fanden weitere Gespräche zur Reaktivierung statt, nun auch im Hinblick auf militärische Mobilität in Europa.